# FlashGot
FlashGot és una extensió lliure i de codi obert de Mozilla feta per suportar descàrregues úniques i massives ("tot" i "selecció") amb un gestor de descàrregues extern.

## Millores de cerca
La versió 1.2.1.13 inclou un experimental afegit de "Més dades de cerca pels arxius descarregats i els mitjans" basat en la tecnologia de Surf Canyon.